# Albert Eperjesy
Albert svobodný pán Eperjesy (německy Albert Freiherr Eperjesy von Szásváros und Tóti, maďarsky Eperjessy Béla báró) (1. listopadu 1848 Sibiu – 18. srpna či 19. srpna 1916 Berlín) byl rakousko-uherský diplomat. V diplomacii působil od roku 1872, později byl vyslancem v Persii (1895–1901), Portugalsku (1902–1905) a Švédsku (1905–1909). Proslul mimo jiné jako znalec a sběratel orientálního umění. Při odchodu do penze byl povýšen na barona (1909).

## Životopis

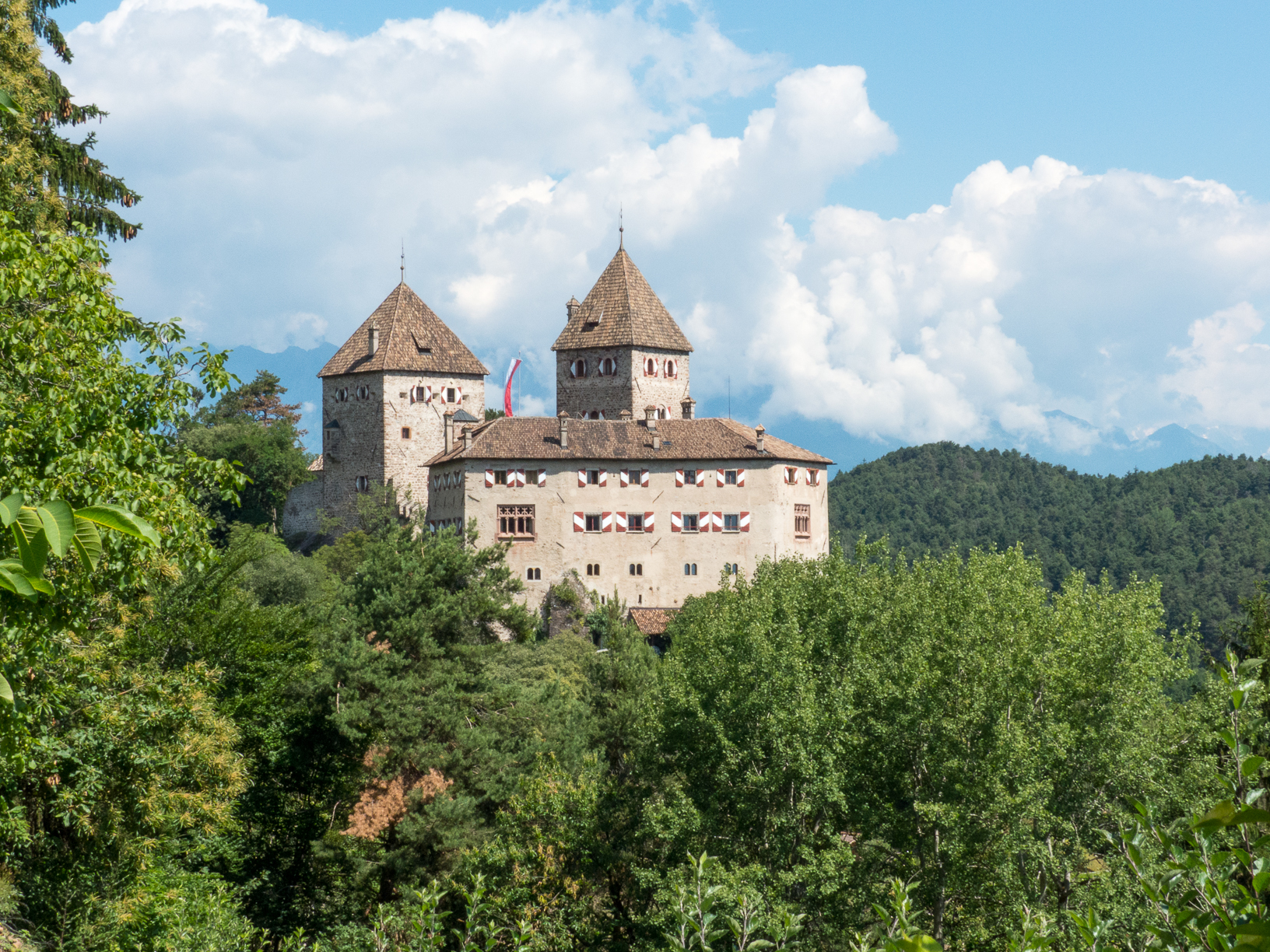
Hrad Wehrburg v Tyrolsku, majetek Alberta Eperjesyho od roku 1898

Pocházel ze staré šlechtické rodiny ze Sedmihradska, narodil se jako jediný syn Lászla Eperjesyho (1810–1864) a jeho manželky Karolíny Czekeliusové z Rosenfeldu (1816–1869). Albert patřil ke generaci uherské šlechty, která po rakousko-uherském vyrovnání získala početnější zastoupení v diplomacii Rakouska-Uherska. Vystudoval Orientální akademii ve Vídni, kde si osvojil základy arabštiny, perštiny a turečtiny. Do diplomatických služeb vstoupil v roce 1872, kariéru zahájil v Istanbulu (1872–1878), jako vyslanecký tajemník se v roce 1878 zúčastnil Berlínského kongresu. V Berlíně pak pobýval do roku 1882, mezitím byl jmenován c. k. komořím. Poté působil jako vyslanecký tajemník v Římě (1882–1887), po krátkém pobytu ve Vídni byl pak přeložen do Bruselu (1890–1894), kde zastával pozici legačního rady II. kategorie.
V letech 1895–1901 byl rakousko-uherským vyslancem v Teheránu, kde proslul jako znalec perského umění a Persii také důkladně procestoval. Díky svým finančním možnostem vybudoval rozsáhlé sbírky orientálního umění, které později z větší části věnoval muzeím v Budapešti. V letech 1902–1905 byl vyslancem v Lisabonu a nakonec v letech 1905–1909 ve Stockholmu. V roce 1906 byl jmenován c. k. tajným radou s nárokem na oslovení Excelence a při odchodu do penze získal titul barona (1909).
Jeho sídlem byl starobylý hrad Wehrburg v jižním Tyrolsku, který koupil v roce 1898 a nechal jej nákladně přestavět. Po odchodu do penze se zde trvale usadil. Po vstupu Itálie do první světové války na straně Trojdohody nebylo v tomto regionu bezpečno, Eperjesy proto s rodinou odešel k příbuzným své manželky do Berlína, kde nedlouho poté zemřel.
Během své diplomatické služby obdržel řadu ocenění. Byl nositelem Řádu železné koruny III. třídy, držitelem velkokříže Řádu italské koruny, v Itálii získal také Řád sv. Mořice a Lazara. Dále byl nositelem portugalského Řádu neposkvrněného početí Panny Marie z Vila Viçosa, tureckého Řádu Medžidie, perského Řádu slunce a lva, pruského Řádu červené orlice III. třídy, komandérem belgického Leopoldova řádu a španělského Řádu Karla III.
Během pobytu v Berlíně se v roce 1880 oženil s hraběnkou Irmgard de Oriola (1856–1938), pruskou šlechtičnou portugalského původu. Irmgard byla dcerou pruského generálporučíka Eduarda Orioly (1809–1863), Albert tímto sňatkem získal vlivné vazby na berlínský dvůr a také finanční prostředky na budování svých uměleckých sbírek. Z manželství se narodily dvě děti, syn Arpád (1882–1972), který působil ve státních službách.